# Копейский машиностроительный завод
Копейский машиностроительный завод — предприятие в городе Копейске, специализирующееся на производстве буровой и машиностроительной техники.

## История
В начале Великой Отечественной войны из Украины в Копейск был эвакуирован Горловский машиностроительный завод имени С. М. Кирова. Мощности предприятия были объединены с существовавшим ранее в городе рудоремонтным заводом. 28 ноября 1941 года предприятие начало выпуск продукции на нужды фронта. В 1942 году завод был перепрофилирован на гражданские нужды; было налажено производство горношахтного оборудования, врубовых машин, насосов и вентиляторов. В 1943 году на предприятии была разработана и запущена в производство новая врубовая машина «Копейская мощная пульсирующая—1», за изобретение которой группе заводских инженеров была присуждена Сталинская премия.
В 1946 году предприятие приступило к производству угольных комбайнов марки «Кировец», «Абакумова» и «Макарова». А спустя ещё два года на предприятии был собран первый в СССР шагающий экскаватор ЭШ-1. В 1950 году продукция завода была поставлена на экспорт — в Польшу, Болгарию и Китай.
В 1964 году на предприятии был разработан комбайн ПК-10 для добычи калийной руды.
За досрочное выполнение планов 9-й пятилетки коллектив завода в 1976 году был удостоен ордена Трудового Красного Знамени. В 1980 году была собрана тысячная погрузочная машина 2ПНБ2Б. С 1988 года горнопроходческие комбайны (ГПК), произведённые на предприятии, стали использоваться при строительстве линий Московского метрополитена.
В 1993 году предприятие было реорганизовано в акционерное общество. Также в этом периоде была разработана новая машина для погрузки калийных руд и соли — К-500. С 2004 по 2010 год на заводе прошло перевооружение оборудования. В 2006 году Копейский машиностроительный заводу была объявлена Благодарность Президента РФ. В 2008 году на заводе были разработаны проходческий комбайн КП21-02 и проходческо-очистной комбайн «Урал-20Р».

## Деятельность
На 2012 год завод выпускал более 50 видов оборудования, в том числе: горнопроходческие комбайновые комплексы, погрузочные, буропогрузочные и врубовые машины, проходческо-очистные комбайны, самоходные буровые установки, обогатительное оборудование и продукцию общего машиностроения.
Свыше 70% комбайнов, которые применяются в угольных шахтах России, произведены на заводе в Копейске.

## Руководство и собственники
В 2007 году завод приобрели Пётр Кондрашев и Анатолий Ломакин.
В 2012 году предприятие перешло под контроль компании «Сибуглемет».

## Финансы
| Год  | Выручка, млрд рублей | Прибыль, млрд рублей |
| ---- | -------------------- | -------------------- |
| 2011 | 3,49                 | 0,159                |
| 2012 | 3,04                 | 0,141                |
| 2013 | 2,25                 | -0,071               |
| 2014 | 2,43                 | 0,001                |
| 2015 | 3,36                 | 0,337                |
| 2016 | 3,39                 | 0,206                |
| 2017 | 4,97                 | 0,856                |
| 2018 | 6,02                 | 1,23                 |
| 2019 | 7,39                 | 1,38                 |
| 2020 | 3,97                 | 0,101                |
| 2021 | 3,77                 | -0,839               |
| 2022 | 5,95                 | 0,332                |
| 2023 | 9,14                 | 1,53                 |